# Гаемі (тайфун)
Тайфун «Гаемі» (англ. Typhoon Gaemi) також відомий як Супертайфун Каріна (англ. Super Typhoon Carina) — потужний і руйнівний тропічний циклон, який вплинув на Східний Китай, Тайвань і Філіппіни наприкінці липня 2024 року. Гаемі корейською означає «мураха», третій названий шторм і другий тайфун у щорічний сезон тайфунів у західній частині Тихого Океану.
Разом із південно-західним мусоном і тропічним штормом Прапірун над південним і північним Лусоном повідомлялося про сильні дощі, що викликало широкомасштабні раптові повені в різних районах регіону. Мусон, посилений впливом Гаемі на Лусон, призвів до порівняння з тайфуном Кетсана 2009 року. Нафтовий танкер MT Terra Nova, що перевозив близько 1,5 мільйона літрів промислового палива, перекинувся та затонув на глибині 34 метри (112 футів) у Манільській затоці біля узбережжя Лімай, Батаан. В Японії на острові Йонагуні зафіксували швидкість вітру до 180 км/год (110 миль/год). В Індонезії великі хвилі висотою до 2,5 м (8,2 футів) вплинули на Молуккське море, Північне море Натуна, море Натуна та райони між островами Сітаро та Бітунг, а також між островами Сангіхе та островами Талауд. Максимальне накопичення опадів 512,8 мм (20,19 дюйма) спостерігалося в повіті Луоюань провінції Фуцзянь. Залишки Гаемі також вразив Північну Корею, де, можливо, загинуло до 4000 осіб. Північнокорейські державні ЗМІ не надали даних про жертви. Загалом у результаті тайфуну загинули щонайменше 107 людей, ще 924 людини отримали поранення, 42 зникли безвісти, а збитки склали 1,66 мільярда доларів США.